# V. Brožík & Synové, Plzeň
V. Brožík & Synové byla firma na výrobu výrobce kočárů a povozů a později automobilových karoserií sídlící v Plzni. Areál továrny se nacházel v místech křižovatky pozdějších ulic Ukrajinská a Nádražní, poblíž městského hlavního nádraží. 

## Historie

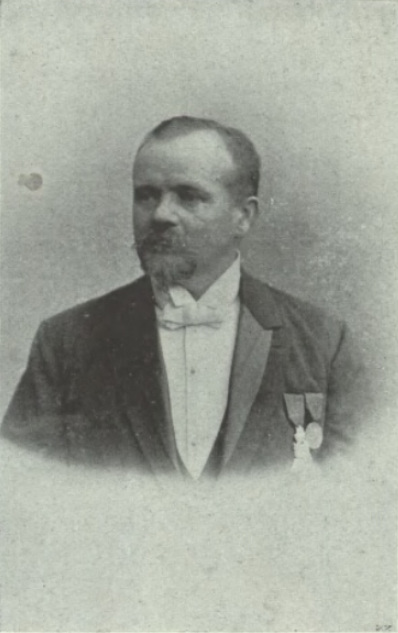
Václav Brožík mladší

Václav Brožík starší, vyučený sedlář z Dýšiny z Plzně, si roku 1845 v Solní ulici nedaleko hlavního plzeňského náměstí otevřel malou dílnu na výrobu kožených pásků, řemenů a koňských postrojů. V dalších letech podnik zdárně rozvíjel a v roce 1867 založil dílnu na výrobu kočárů v Přemyslově ulici na Říšském předměstí, ve stejném roce se forma zúčastnila i Světové výstavy v Paříži. V dílně se sedlářem vyučil i jeho syn Václav, kterého otec poslal na učení nejdříve do Drážďan (1871), následně do Berlína (1872) a Vídně (1873), v letech 1874–1877 potom Václav ml. působil v továrně na kočáry v Paříži. Po návratu se pak zapojil do chodu otcovy firmy a získané zkušenosti využil při přechodu od řemeslné ruční práce k tovární výrobě. V roce 1883 jej Václav Brožík starší jmenoval společníkem firmy. V roce 1890 pak Václav Brožík mladší převzal vedení rodinné firmy a stal se jejím jediným vlastníkem.

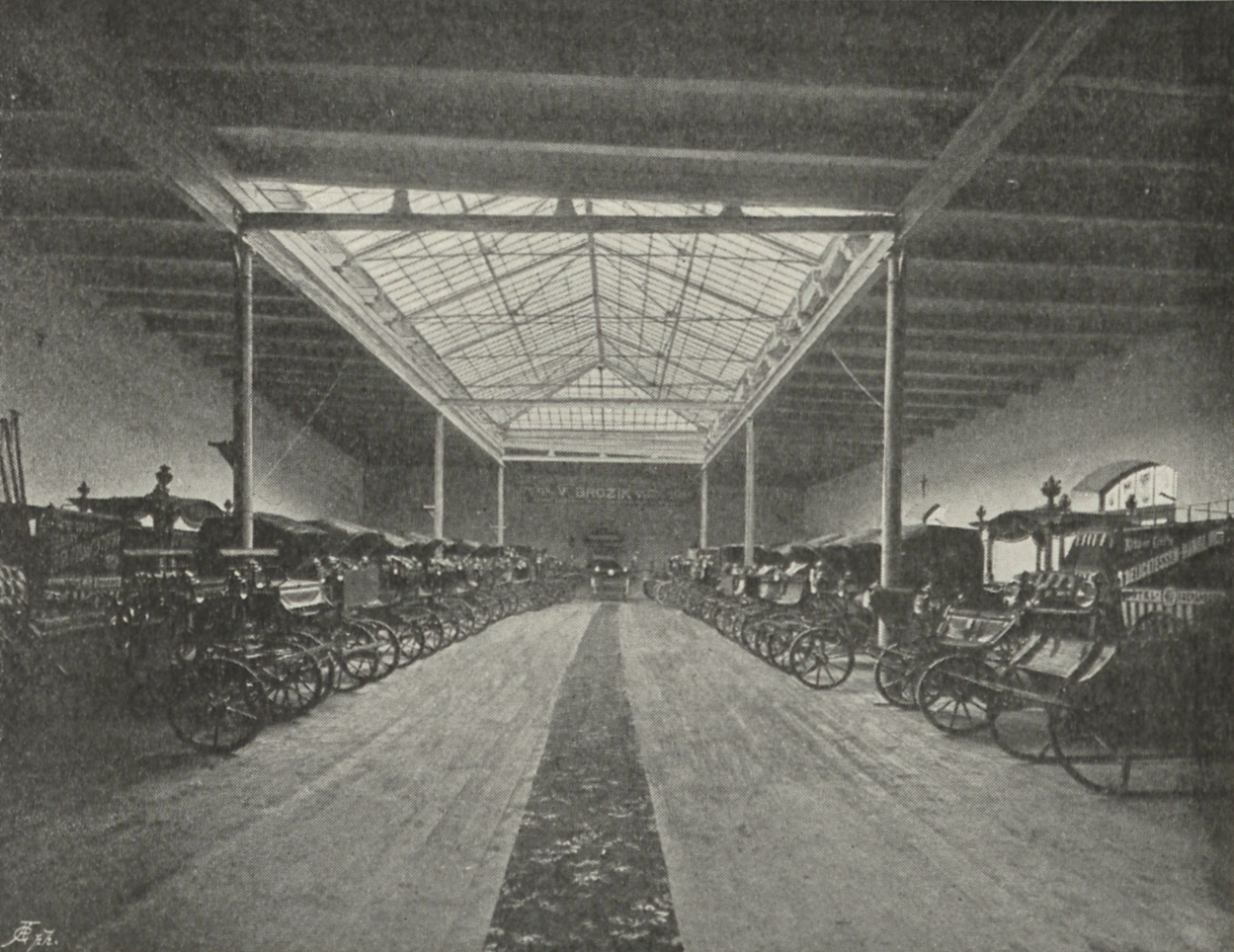
Interiér továrny v Sirkové ulici

Na Jubilejní zemské výstavě v Praze roku 1891 firma získala čestný diplom za expozici 12 kočárů a při této příležitosti jí byl císařem Františkem Josefem I. propůjčen titul dvorního dodavatele kočárů. Stejné pocty se majiteli dostalo od arcivévodů Albrechta a Karla Ludvíka. Rostoucí věhlas a zvyšující se produkce vedla roku 1894 k rozšíření výroby a přemístění továrny na křižovatku ulic Sirková (od roku 2022 Ukrajinská) a Nádražní, tzv. U Jána, nedaleko pivovaru Prazdroj. Jednalo se o vůbec první parní továrnu na kočáry v českých zemích. V roce 1895 zde byla vyrobena také první automobilová karosérie. Kočáry firmy Brožík vynikaly zejména pohodlnou jízdou a vynikající ovladatelností.
Roku 1898 pak továrna dodala prvních 20 vozů typu Křižík&Brožík pro tramvajovou elektrickou dráhu v Plzni, realizovanou také firmou Křižíkovy závody Františka Křižíka, zprovozněnou v červnu 1899. Výrobky továrny se na přelomu 19. a 20. století prodávaly nejen ve všech rakouských korunních zemích, ale čile se exportovalo i do Německa, Ruska, Francie a Orientu. Václav Brožík ml. se také roku 1900 stal prvním majitelem automobilu v Plzni.
S rostoucí popularitou automobilismu se továrna se začátkem 20. století postupně transformovala na výrobnu zakázkových automobilových karoserií, především pro majetnější klientelu, realizovala také nástavby pro autobusy a omnibusy či nákladní dodávkové skříně. Roku 1914 zaměstnávala továrna na 80 lidí. Firma fungovala během První československé republiky i Protektorátu Čechy a Morava, zanikla pak s nástupem komunistického režimu v ČSR po roce 1948. Areál továrny byl potom ve druhé polovině 20. století zbořen, aby ustoupil silničnímu rozšíření Sirkové ulice.  

## Galerie

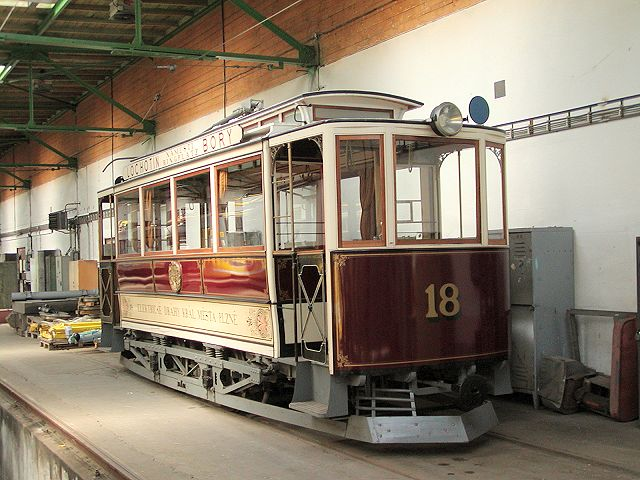
Tramvaj Křižík&Brožík č. 18, tzv. Primátorská tramvaj, ve vozovně Plzeň-Slovany (2005)
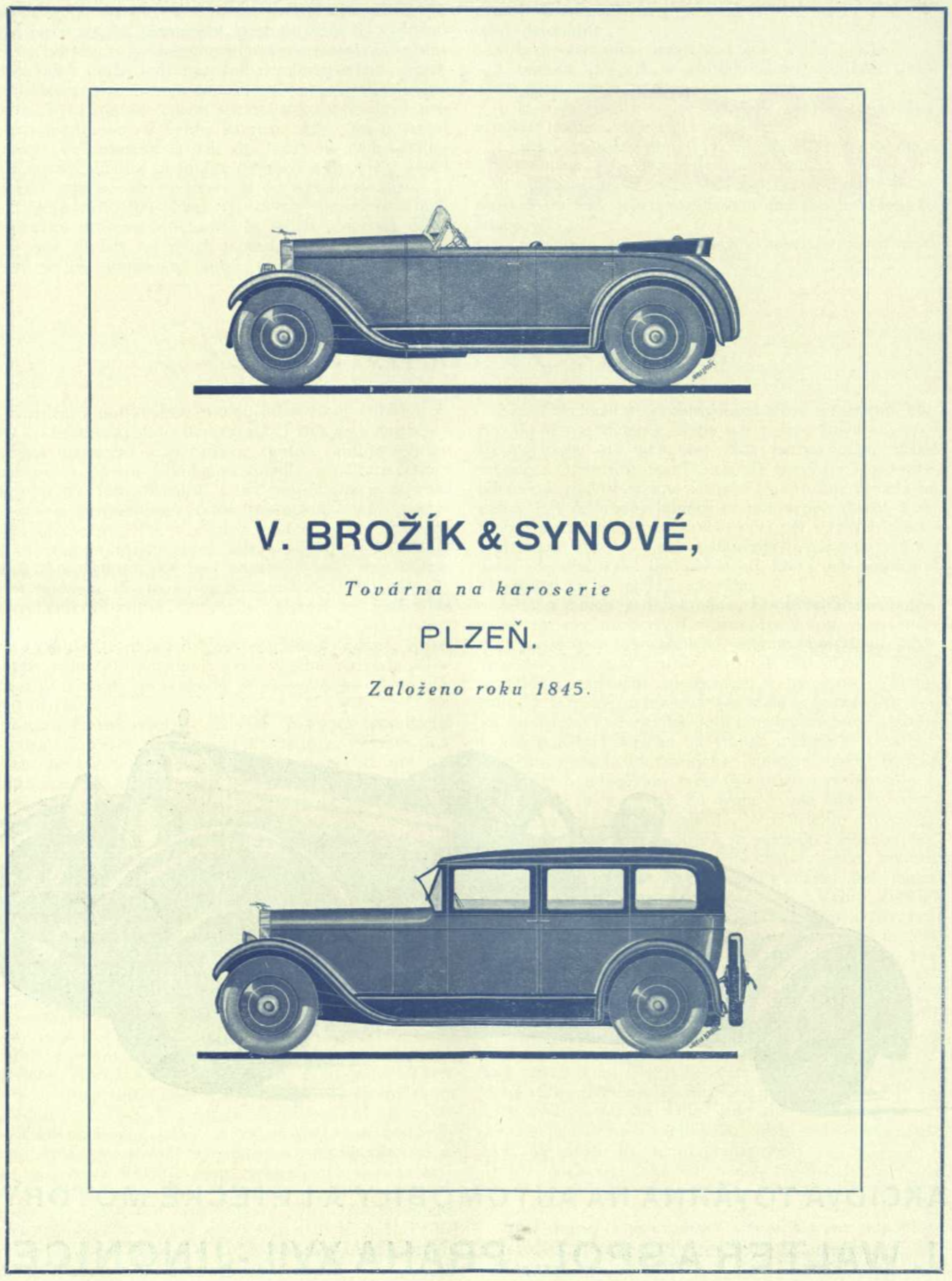
Reklama firmy v československém magazínu Auto z roku 1927
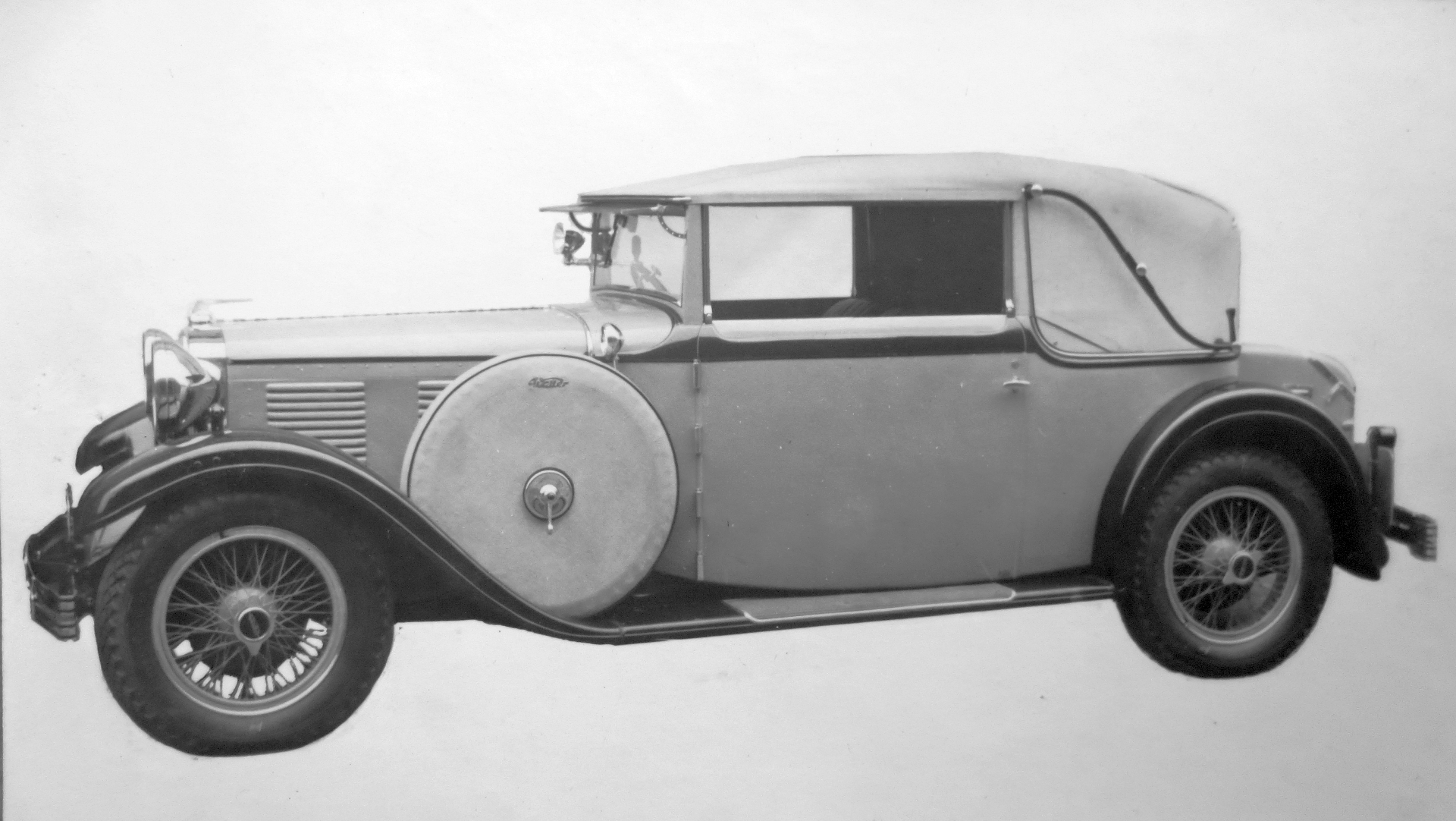
Walter Super 6 s karoserií Brožík (1931)